# Stazione di Mongrassano-Cervicati
Stazione di Mongrassano-Cervicati vasútállomás Olaszországban, Calabria régióban, Mongrassano településen.

## Vasútvonalak
Az állomást az alábbi vasútvonalak érintik:
- Cosenza-Sibari-vasútvonal

## Kapcsolódó állomások
A vasútállomáshoz az alábbi állomások vannak a legközelebb:
- Stazione di San Marco-Roggiano
- Stazione di Torano-Lattarico